# A Letter to Elise
"A Letter to Elise" é um single da banda inglesa The Cure, lançado em outubro de 1992 pela gravadora Fiction Records. O single está presente no álbum Wish, do mesmo ano.

## Posição nas paradas musicais
| Parada (1992)                                  | Melhor posição |
| ---------------------------------------------- | -------------- |
| Austrália (ARIA)                               | 103            |
| Irlanda (IRMA)                                 | 23             |
| Nova Zelândia (Recorded Music NZ)              | 13             |
| Suécia (Sverigetopplistan)                     | 39             |
| Reino Unido (UK Singles Chart)                 | 28             |
| Estados Unidos (Billboard Alternative Airplay) | 2              |